# Paul-Oskar Seese
Paul-Oskar Seese (* 30. April 1927 in Sternberg; † 6. November 2013 in Parchim) war ein deutscher Maler.

## Leben
Zum Ende des Zweiten Weltkriegs geriet er in der Nähe von Tarent in britische Kriegsgefangenschaft. Hier in Italien wurde er von einem Kunstmaler entdeckt und gefördert. Durch die süditalienische Landschaft fand er Inspiration und begann zu malen.
Nach der Entlassung aus der Kriegsgefangenschaft verdiente er seinen Lebensunterhalt als freischaffender Künstler. 1951 zog er in die Nähe von Parchim und wurde Kunsterzieher an der Dobbertiner Schule. Er absolvierte ein Lehrerstudium und ein Kunsterzieherstudium in Erfurt.
Seitdem beeinflusste er durch sein Wirken als jahrzehntelanger Künstler und Lehrer mehrere Generationen. Aus einem von ihm geleiteten Künstlerzirkel auf dem Gebiet des bildnerischen Volkskunstschaffens entwickelte sich 1991 der Amateurverein Bildende Kunst e.V. in Parchim.
Obwohl er seit 1992 pensioniert war, leitete lange Zeit Kurse zur Malerei und anderen Feldern der bildenden Kunst. Er arbeitete mit vielfältigen Techniken und Materialien in einer Fülle stilistischer Varianten des realistischen Expressionismus. Thematisch fand Seese immer wieder zur Landschaftsdarstellungen, die in ihrer Authentizität zu Dokumenten des Wandels Mecklenburgs wurden.
Sein Schaffen wurde bislang in mehreren Ausstellungen dokumentiert.

## Auszeichnungen
- 1967: Kunstpreis der DDR
- 2002: Kunst- und Kulturpreis des Landkreises Parchim